# José Asenjo Sedano
José Asenjo Sedano (Guadix, Granada, 12 de abril de 1930 - Almería, 12 de agosto de 2009) fue un abogado, periodista y escritor español.
Estudió periodismo en Madrid y derecho en la Universidad de Granada. Fue autor de numerosas obras literarias, como  novelas, relatos, ensayos, entre las que destaca Conversación sobre la guerra, con la que obtuvo el Premio Nadal en 1977, y que fue traducida al francés y al alemán. Colaborador de prensa, durante muchos años de diario ABC de Sevilla e Ideal de Granada. Perteneció al Instituto de Estudios Almerienses.

## Obras
- Los Guerreros
- Crónica
- Eran los días largos
- Indalecio el Gato (Publicada en su blog personal en su totalidad)
- Joan de Dios
- El Mirador de San Fandila
- Papá César, el último naviero
- Memoria de Valerio (Premio Tiflos 1998, de la Fundación ONCE)
- Conversación sobre la guerra (Premio Nadal 1977)
- El ovni
- Oeste
- El año de los tiros
- Cuentos meridianos
- Historias del exilio
- Penélope y el mar
- La casa número seis (última obra y primera publicada íntegramente en su blog personal[2])

Sobre la obra literaria de José Asenjo Sedano han escrito Antonio Gallego Morell, Antonio Tovar, Ortiz de Lanzagorta, María Dolores Asís Garrote, Luis Blanco Vila, Francisco Carenas, Manuel Cerezales, Carlos Murciano, Ruiz Copete....
José Asenjo Sedano ha publicado en diciembre de 2007 una segunda edición de "Memoria de Valerio", en la editorial Comala, de Guadix.También la novela "El Cementerio inglés", en el Instituto de Estudios Almerienses", Diputación Provincial de Almería. También el libro "Una siembra fecunda" y dos libros de poemas: "Arte Menor" y "Yo, Granada" (guía espiritual de la ciudad).